# Aeropuerto de Bafatá
El Aeropuerto de Bafatá  (en portugués: Aeroporto de Bafatá) (ICAO: GGBF) es un aeropuerto que sirve a la localidad de Bafatá que se localiza en plena área central del país africano de Guinea-Bisáu. 
El aeropuerto de Batafá no posee código IATA y fue construido a una altitud de 165 pies o 50 metros sobre el nivel medio del mar. Su única pista no pavimentada fue designada como 08/26 y posee un largo de 3.600 pies o lo que es lo mismo 1.098 metros. Puede ser usada como parte de la Avenida Brasil y permite la circulación o el tráfico de vehículos.